# Лорънс (окръг, Южна Каролина)
Вижте пояснителната страница за други значения на Лорънс.
Окръг Лорънс (на английски: Laurens County) е окръг в щата Южна Каролина, Съединени американски щати. Площта му е 1875 km², а населението – 67 539 души (1 април 2020). Административен център е град Лорънс.